# Akashic Records of Bastard Magic Instructor
Akashic Records of Bastard Magic Instructor (яп. ロクでなし魔術講師と禁忌教典|アカシックレコード, Roku de Nashi Majutsu Kōshi to Akashikku Rekōdo, укр. Хроніки Акаші, Викладач магії Кретин) — серія ранобе, написана Таро Хіцуджі та ілюстрована Куроне Мішіма. Видавництво Fujimi Shobo опублікувало двадцять чотири томи з 19 липня 2014 року по 17 листопада 2023 року під імпринтом Fujimi Fantasia Bunko. Адаптація в манґу з малюнками Аоси Цунемі публікувалася в сьонен-журналі Monthly Shōnen Ace видавництва Kadokawa Shoten з 26 березня 2015 року по 25 червня 2021 року та була зібрана в шістнадцять томів танкобон. Аніме-серіал, створений Liden Films, виходив в ефір з квітня по червень 2017 року.

## Сюжет
Сістін Фібель і її найкраща подруга Румія Тінґел є студентками престижної магічної академії, де Сістін сподівається отримати навчання щодо Небесного Замку, як того побажав її дід. Коли її улюблений викладач раптово пішов у відставку, його заміна, Гленн Радерс, виявляється зовсім не тим, на кого Сістін сподівалася. «Викладач магії Кретин» виглядає лінивим, некомпетентним і не надто обдарованим у магії. Він не сертифікований викладач і не має високого рейтингу в гільдії. Те, чого вони не знають, так це те, що він приховує свої здібності і є колишнім асасином з Імператорського корпусу магів з болісним минулим, що страждає від важкої депресії. Згодом на академію нападає колишній викладач і BMI змушений показати свою справжню силу. Сістін здивована, бо неправильно оцінила його як некомпетентного. Коли студенти BMI допомагають йому подолати депресію, він знаходить сенс у викладанні. Цей сезон завершений обіцянкою на майбутні події. Теми, які розглядаються, включають депресію, дружбу, сімейні стосунки, усиновлення, стосунки між братами та сестрами, слідування своїй мрії, пошук сили та інше.

## Персонажі
Гленн Радерс (яп. グレン レーダス, Guren Rēdasu)
Сейю: Сома Сайто
Гленн лінивий, схильний до непристойностей і постійно нудьгує, основна мета якого— спати. Він стає заміною викладача в класі Сістін після відставки її улюбленого вчителя. Хоча він може здаватися некомпетентним, насправді він дуже вправний у магії, але не в традиційному сенсі. Гленн раніше був так само захоплений магією, як і Сістін, але розчарувався в ній через смерть його колишньої напарниці Сари Сілверс та своє минуле як відомий військовий асасин, відомий як «Дурень». Він розробив свій власний тип магії, званий «Світ Дурня», який нейтралізує активацію всієї магії в певному радіусі, включаючи його власну. Однак це не скасовує закляття, які вже були застосовані. Нейтралізуючи магію ворогів, він потім перемагає їх, використовуючи свої відмінні навички бою без зброї. Він не може використовувати бойову магію злагоджено, оскільки це далеко від його сфери експертизи, але має глибоке розуміння концепції всіх видів магії, що робить його хорошим викладачем. Це також ставить його в конфлікт з традиційними професорами, які надають перевагу механічному запам'ятовуванню. Він здається, має почуття до Сістін, але ще не зізнався їй у своїх почуттях.
Сістін Фібель (яп. システィーナ フィーベル, Shisutīna Fīberu)
Сейю: Акане Фудзіта
Сістін дуже захоплюється магією і хоче розкрити секрет Летючого Замку, якого ніхто не знає. Вона підтримує строгий, безкомпромісний вигляд і часто лає Гленна за його безтурботне ставлення. Спочатку вона ненавидить Гленна, вважаючи його таким же некомпетентним, як він виглядає, через відсутність ентузіазму. Однак, коли він починає виконувати свою роботу, вона неохоче починає поважати Гленна як дуже ефективного вчителя. Її характер і зовнішність нагадують Сару Сілверс, з якою Гленн був дуже близьким. У процесі розвитку сюжету здається, що Сістін розвиває почуття до Гленна, але занадто сором'язлива, щоб про них говорити. Її сестра Румія називає її «Сісті», а Гленн — «Панчі» (за її швидкі магічні удари) та «Білою Кішкою» (за стиль її зачіски).
Румія Тінґел (яп. ルミア ティンジェル, Rumia Tinjeru)
Сейю: Юме Міямото
Румія є найкращою подругою та прийомною сестрою Сістін. Батьки Сістін усиновили її після того, як вона була єдиною вижившою в результаті нападу злих магів. Вона близька до Гленна, який часто ставиться до неї добре, на відміну від жартів, які Сістін доводиться терпіти від нього. Справжня особистість Румії — принцеса Ерміана, «проклята» принцеса, яка повинна була померти три роки тому. Вона пам'ятає, що Гленн був відомим асасином на ім'я «Дурень», який врятував її життя і тому з самого початку має до нього прихильність. Румія володіє високим рівнем духовної енергії, а також унікальною здатністю, відомою як «Ампліфікатор», яка як випливає з назви, підсилює її духовну суть.
Селіка Арфонія (яп. セリカ アルフォネア, Serika Arufonea)
Сейю: Ері Кітамура
Безсмертна магістерка і професорка в академії. Вона усиновила та навчала Гленна ще в дуже молодому віці і саме вона рекомендує його як заміну викладача, незважаючи на те, що його профіль свідчить про його непідготовленість до цієї роботи. Селіка змушує Гленна прийняти цю роботу проти його волі, сподіваючись, що це принесе задоволення в його житті. Вона — відставна легендарна магістерка Імператорського двору.
Альберт Фрейзер (яп. アルベルト フレイザー, Aruberuto Fureizā)
Сейю: Такахасі Хірокі
Альберт — маг-воїн з довгим волоссям і пронизливим поглядом, відомий як «Зірка». Він є партнером Рей=Л та колишнім колегою Гленна, чию допомогу він час від часу залучає для військових операцій. Він піклується про своїх колег, але не любить відкрито виражати чи ділитися цими почуттями.
Рей=Лей Рейфорд (яп. リィエル レイフォード, Ryieru Reifōdo)
Сейю: Арі Озава
Ненажерлива дівчина з байдужим виразом обличчя. Вона відома як «Колісниця», маючи високу майстерність у створенні величезних мечів за допомогою алхімії. Вона є штучною людиною, продуктом «Проєкту: Відродження Життя», також відомого як «Проєкт Рей=Л», який очолював Сіон Рейфорд, старший брат дівчини, від якої Рей=Л отримала свою зовнішність і пам'ять. Коли Гленн і Альберт припинили проєкт, вони «усиновили» її в армію. Вона не знала своїх справжніх походжень до пізніших подій серії. Коли вона дізнається правду і приймає її, вона вирішує жити далі заради Гленна.

## Медіа

### Ранобе
| №  | Назва | Дата виходу       | ISBN                   |
| -- | --- | ----------------- | ---------------------- |
| 1  | Anata no Shitteru Sono Majutsu wa, Honmonodesu ka? (あなたの知ってるその魔術は、ホンモノですか？)                                     | 19 липня 2014     | ISBN 978-4-04-070231-5 |
| 2  | Majutsu Kyōgi-sai Kaisai! Yūshō Kurasu no Tan'nin ni wa Tokubetsu Shōyo!? (魔術競技祭開催！優勝クラスの担任には特別賞与!?)            | 20 листопада 2014 | ISBN 978-4-04-070232-2 |
| 3  | Umibe no Rizōto-chi de Ensei Gakushū! Roku de Nashi Honryō Hakki!! (海辺のリゾート地で遠征学修！ ロクでなし本領発揮！！)              | 20 березня 2015   | ISBN 978-4-04-070515-6 |
| 4  | Aku ni Honrō sa re Yuku Ryieru, Kono Konran wo Tomeru no wa--!? (悪に翻弄されゆくリィエル、この混乱を止めるのは−−!?)                  | 18 липня 2015     | ISBN 978-4-04-070516-3 |
| 5  | Funin Shite Kita Rinji Kōshi wa—— Shisutīna no Fianse!? (赴任してきた臨時講師は——システィーナの婚約者!?)                              | 20 листопада 2015 | ISBN 978-4-04-070517-0 |
| 6  | Roku de Nashi Kōshi Tsuini Kubi!? Guren, Seito o Tsurete Kodai Iseki e! (ロクでなし講師ついにクビ!? グレン、生徒を連れて古代遺跡へ！) | 18 червня 2016    | ISBN 978-4-04-070974-1 |
| 7  | Teikoku Kyūtei Madō-shi-dan VS Ten no Chie Kenkyūkai! (帝国宮廷魔導士団VS天の智慧研究会！)                                            | 20 жовтня 2016    | ISBN 978-4-04-070975-8 |
| 8  | Roku de Nashi, Tawawana Josei ni Natte Ojōsama Gakkō no Rinji Kōshi ni!? (ロクでなし、たわわな女性になってお嬢様学校の臨時講師に!?)   | 18 березня 2017   | ISBN 978-4-04-070976-5 |
| 9  | Kore wa, “Fejite Saiaku no Mikkakan” no Joshō——. (これは、《フェジテ最悪の三日間》の序章——。)                                         | 19 серпня 2017    | ISBN 978-4-04-072417-1 |
| 10 | “Ōja no Hō”―― Akasa Reru “Rumia Tingel” no Himitsu. (《王者の法》――明かされる《ルミア・ティンジェル》の秘密。)                        | 17 листопада 2017 | ISBN 978-4-04-072419-5 |
| 11 | Kyūtei Madō-shi-dan Eve Ignite, Gakuin Kōshi e Tenshin!? (宮廷魔導士団イヴ=イグナイト、学院講師へ転身!?)                              | 20 березня 2018   | ISBN 978-4-04-072420-1 |
| 12 | Majutsu Gakuinmae Gakki Yasumi! Gokkan no Sunoria Ryokō! (魔術学院前学期休み！ 極寒のスノリア旅行！)                                  | 20 липня 2018     | ISBN 978-4-04-072722-6 |
| 13 | Onore ga Shin'nen no Tame ni Tatakae! Guren VS Aruberuto!! (己が信念のために戦え！ グレンＶＳアルベルト！！)                          | 20 листопада 2018 | ISBN 978-4-04-072723-3 |
| 14 | Aruzāno Teikokudaihyō Senbatsu-sen, Kaimaku! (アルザーノ帝国代表選抜戦、開幕！)                                                       | 20 березня 2019   | ISBN 978-4-04-072724-0 |
| 15 | Majutsu Saiten, Hakunetsu! Saisoku no Kaze Tsukai VS. Honō no Majin!! (魔術祭典、白熱！ 最速の風使いVS.炎の魔神!!)                    | 20 серпня 2019    | ISBN 978-4-04-073272-5 |
| 16 | Majutsu-shi no Kakugo to Kinki Kyōten no Sōran. (魔術師の覚悟と禁忌教典の騒乱。)                                                      | 18 січня 2020     | ISBN 978-4-04-073273-2 |
| 17 | Kōshaku-ka Igunaito no Uragiri. Kūdetā “Honō no Ittokihan” (公爵家イグナイトの裏切り。クーデター『炎の一刻半』)                       | 17 липня 2020     | ISBN 978-4-04-073736-2 |
| 18 | Taumu Tenmon Shinden, Merugariusu no Nazo - Kessen no Toki, Kitaru! (タウム天文神殿、メルガリウスの謎ーー決戦の時、来たる！)          | 19 грудня 2020    | ISBN 978-4-04-073737-9 |
| 19 | Ikutose no Toki o Koe ̄̄ Densetsu no Jidai ni, Guren ga Kakeru (幾年の時を超えーー伝説の時代に、グレンが駆ける)                         | 18 червня 2021    | ISBN 978-4-04-074147-5 |
| 20 | Takushita Omoi ga, Kiseki o Okosu! (託した想いが、奇跡を起こすーー！)                                                                 | 19 лютого 2022    | ISBN 978-4-04-074148-2 |
| 21 | Zettai Zetsumei no Fejite Kessen. Soshite, Otozureru Shōgeki no Makugire……!? (絶体絶命のフェジテ決戦。そして、訪れる衝撃の幕切れ……!?) | 17 червня 2022    | ISBN 978-4-04-074579-4 |
| 22 | Guren vs Jatisu! Tsuini Saishū Kessen no Maku ga Agaru (グレンvsジャティス！ ついに最終決戦の幕が上がる)                              | 20 квітня 2023    | ISBN 978-4-04-074580-0 |
| 23 | Mayoikonda Yume no Sekai. Koko Kara Nukedasu Yuiitsu no Hōhō wa―― (迷い込んだ夢の世界。 ここから抜け出す唯一の方法は――)               | 20 жовтня 2023    | ISBN 978-4-04-075143-6 |
| 24 | Soshite Ima, Kinki Kyōten no Shinjitsu ga Katara Reru―― (そして今、禁忌教典の真実が語られる――)                                        | 17 листопада 2023 | ISBN 978-4-04-075184-9 |

### Манґа
Серію ліцензовано для англомовного випуску компанією Seven Seas Entertainment.
| №  | Дата виходу       | ISBN                   |
| -- | ----------------- | ---------------------- |
| 1  | 26 листопада 2015 | ISBN 978-4-04-103672-3 |
| 2  | 26 грудня 2015    | ISBN 978-4-04-103673-0 |
| 3  | 26 травня 2016    | ISBN 978-4-04-104429-2 |
| 4  | 26 жовтня 2016    | ISBN 978-4-04-104430-8 |
| 5  | 25 березня 2017   | ISBN 978-4-04-104431-5 |
| 6  | 26 вересня 2017   | ISBN 978-4-04-106087-2 |
| 7  | 26 лютого, 2018   | ISBN 978-4-04-106560-0 |
| 8  | 24 липня 2018     | ISBN 978-4-04-107148-9 |
| 9  | 26 листопада 2018 | ISBN 978-4-04-107614-9 |
| 10 | 26 березня 2019   | ISBN 978-4-04-107615-6 |
| 11 | 26 серпня 2019    | ISBN 978-4-04-108586-8 |
| 12 | 26 грудня 2019    | ISBN 978-4-04-108587-5 |
| 13 | 26 червня 2020    | ISBN 978-4-04-109339-9 |
| 14 | 26 жовтня 2020    | ISBN 978-4-04-109342-9 |
| 15 | 26 березня 2021   | ISBN 978-4-04-109343-6 |
| 16 | 26 серпня 2021    | ISBN 978-4-04-111706-4 |

### Аніме
Аніме-адаптацію було анонсовано в березні 2016 року, а пізніше стало відомо, що це буде аніме-серіал. Серіал був вироблений студією Liden Films та режисером Хіраку Канеко, сценарії писав Токо Маїчіда, дизайном персонажів займався Сатоші Кімура, а музику компонував Хіроакі Цуцуми. Аніме транслювалося з 4 квітня 2017 року по 20 червня 2017 року. Серіал складався з 12 епізодів. Темою відкриття серіалу є «Blow Out» Кономі Сузукі, а темою завершення — «Precious You» Акане Фудзіта, Юме Міямото та Арі Одзава. Crunchyroll транслював серію з субтитрами, а Funimation випустила її на домашнє відео в рамках партнерства двох компаній.
| № серії | Назва серії                                                                                           | Оригінальна дата показу |
| --- | --- | ----------------------- |
| 1 | «Немотивований кретин» Транслітерація: «Yaruki no Nai Roku de Nashi» (яп. やる気のないロクでなし)     | 4 квітня 2017           |
| Гленн — кретин, який тільки спить замість того, щоб проводити уроки в Імператорській Академії Магії Альцано. Коли одна з його талановитих студенток, Сістін, зрештою втомлюється, вона кидає йому виклик на дуель, щоб він почав навчати правильно.         | |                         |
| 2 | «Хоч трохи мотивації» Транслітерація: «Hon'no Wazukana Yaruki» (яп. ほんのわずかなやる気)             | 11 квітня 2017          |
| Навіть після поразки в дуелі, Гленн не має жодної мотивації. Однак через свої взаємодії з Сістін та Румією він поступово починає справді проводити уроки, які допомагають учням. Тим часом в академії з'являються підозрілі чоловіки.                       | |                         |
| 3 | «Дурень і Смерть» Транслітерація: «Gusha to Shinigami» (яп. 愚者と死神)                               | 18 квітня 2017          |
| Чарівники-злочинці, які проникають в академію, є терористами з магічного товариства, Дослідниками Божественної Мудрості. Задля порятунку своїх студентів, яких взяли в полон, Гленн, зрештою, використовує свою справжню силу.                              | |                         |
| 4 | «Магічний турнір» Транслітерація: «Majutsu Kyōgi-sai» (яп. 魔術競技祭)                                | 25 квітня 201720        |
| Сподіваючись отримати особливу нагороду, Гленн ставить за мету виграти магічний турнір. Хоча Сістін та інші не знають його причини, всі старанно працюють, щоб виправдати його очікування і починають показувати несподівані результати.                    | |                         |
| 5 | «Королева і принцеса» Транслітерація: «Joō to Ōjo» (яп. 女王と王女)                                   | 2 травня 2017           |
| Румія стає підозрілою під час магічного турніру, і імператорська гвардія націлюється на її життя. Гленн вдається врятувати її в останній момент, але несподівана особа стає йому на заваді.                                                                 | |                         |
| 6 | «Зла істота» Транслітерація: «Jaakunaru Sonzai» (яп. 邪悪なる存在)                                    | 9 травня 2017           |
| Тими, хто стояв за діями імператорської гвардії, були Дослідники Божественної Мудрості. Гленн бореться, щоб очистити ім'я Румії від будь-яких підозр. | |                         |
| 7 | «Море падучих зірок» Транслітерація: «Hoshi Furu Umi» (яп. 星降る海)                                  | 16 травня 2017          |
| Рей=Л приєднується до академії, щоб захистити Румію, і завдяки своїм взаємодіям з Сістін та іншими вона поступово інтегрується в клас. Спочатку вона добре ладнає з однокласниками під час польових досліджень, але...                                      | |                         |
| 8 | «Дурень і Зірка» Транслітерація: «Gusha to Hoshi» (яп. 愚者と星)                                      | 23 травня 2017          |
| Коли вони досягають місця для польових досліджень, Сістін та інші спостерігають за лабораторією білої алхімії. На зворотному шляху Рей=Л діє самостійно, зустрічаючись з братом, якого не бачила довгий час, і стикається з Гленном, коли він їх зустрічає. | |                         |
| 9 | «Причина жити» Транслітерація: «Ikiru Imi» (яп. 生きる意味)                                           | 30 травня 2017          |
| Смертельно поранений, Гленн вдається утриматися за життя завдяки магії Сістін. Вони переслідують Рей=Л, яка викрала Румію, і Гленн разом з Альбертом вривається до лабораторії білої алхімії.                                                               | |                         |
| 10 | «Мисливець за багатством?!» Транслітерація: «Gyaku Tama!?» (яп. 逆玉！？)                             | 6 червня 2017           |
| Після повернення з польових досліджень, Гленн та інші проводять свої дні по-різному. Через кілька днів Ліос відвідує академію як запрошений викладач і викликає великий переполох, заявивши, що є зарученим Сістін.                                         | |                         |
| 11 | «Зіткнення! Битва магічного корпусу» Транслітерація: «Kessen! Madō Heidan-sen» (яп. 決戦！魔導兵団戦) | 13 червня 2017          |
| Гленн і Ліос мають дуель, в якій беруть участь інші студенти в битві магічних тіл. Табір Ліоса добре організований, але Гленн захищається за допомогою розумних тактик.                                                                                     | |                         |
| 12 | «Знайти своє місце» Транслітерація: «Mitsuketa Ibasho» (яп. 見つけた居場所)                           | 20 червня 2017          |
| Починаються приготування до церемонії весілля Сістін і Ліоса. Румія зберігає віру в те, що зниклий Гленн повернеться, але до дня весілля вони все ще не мають про нього новин.                                                                              | |                         |